# Hohendodeleben

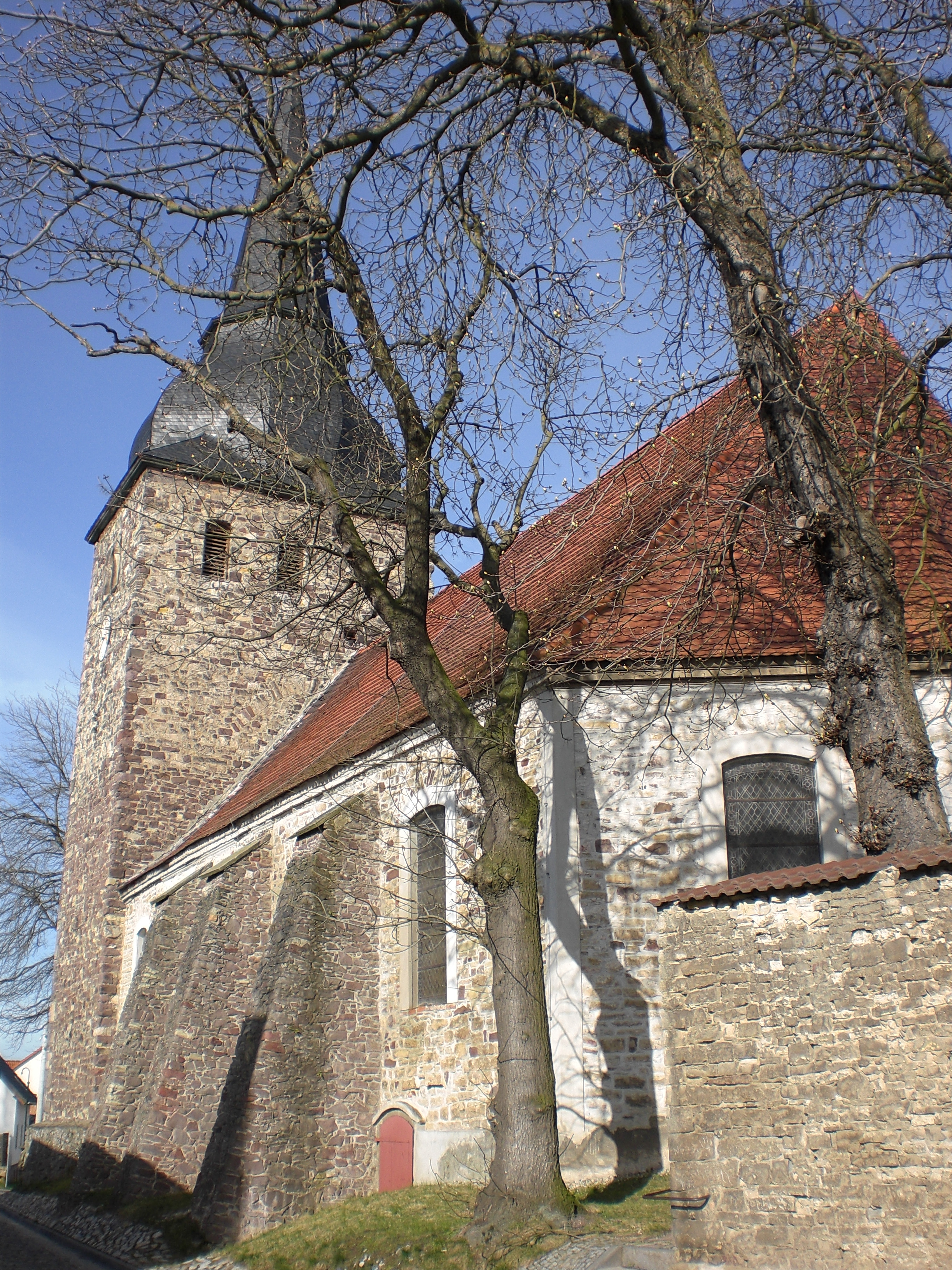
Sankt-Peter-Kirche

Hohendodeleben ist ein Ortsteil der Stadt Wanzleben-Börde im Landkreis Börde in Sachsen-Anhalt.

## Geografie
Die Gemarkung des Ortsteils Hohendodeleben in der Magdeburger Börde grenzt westlich an das Stadtgebiet von Magdeburg (Magdeburg-Ottersleben).

## Geschichte
Hohendodeleben ist einer der ältesten Orte in der Börde. Er wird im Zusammenhang mit einer Schenkung von Otto I. an das Moritzkloster in Magdeburg im Jahre 937 erstmals urkundlich erwähnt.
Etwa im 14. Jahrhundert war Hohendodeleben von einer hohen Mauer mit vier Toren umgeben, entsprechend wurde das Wappen um dieses Detail ergänzt. Die Namen der Tore waren Sauretor, Kuhtor, Hirtentor und Kirchtor.
Ab 1405 gehörte Hohendodeleben zum damaligen Amt Wanzleben. Der königlich verordnete Kartoffelanbau begann 1725 und brachte neben dem Anbau von Zuckerrüben und Zichorien im frühen 19. Jahrhundert einen wirtschaftlichen Aufschwung.
Am 1. Januar 2010 schlossen sich die bis dahin selbstständigen Gemeinden Hohendodeleben, Bottmersdorf, Domersleben, Dreileben, Eggenstedt, Groß Rodensleben und Klein Rodensleben sowie die Städte Seehausen und Wanzleben zur neuen Stadt Wanzleben-Börde zusammen.

### Namensbedeutung
Der ursprüngliche Name Dodo-Leiba bedeutet Besitz eines Volksmannes.

## Politik

### Bürgermeister
Aktueller Bürgermeister ist seit dem 6. August 2024 der Fleischermeister Matthias Gent von der Fraktion der Bürgergemeinschaft.
Der letzte Bürgermeister der Gemeinde Hohendodeleben war Werner Jander (CDU) seit 2014.

### Wappen
Das Wappen wurde am 16. Oktober 1995 durch das Regierungspräsidium Magdeburg genehmigt.
Blasonierung: „In Rot ein silberner Schlüssel, Bart links und unten, belegt mit einem schwarzen Balken mit silberner Leiste und sechsmal gespaltener silberner Mauer mit vier Toröffnungen.“
Die Wappenfarben sind dem Erzbistum Magdeburg entlehnt, zu dem Hohendodeleben bereits vor der ersten urkundlichen Erwähnung gehörte. Der Balken im Wappenbild erinnert an die ehemalige Befestigung des Dorfes durch eine Mauer mit vier Toren. Der Schlüssel ist ein historisches Element aus dem feudalen Siegel der Bauerngemeinde von 1676. In diesem Siegel war der heilige Petrus mit dem Schlüssel als Attribut dargestellt. Petrus gilt als Schutzpatron der Hohendodelebener Dorfkirche. Das Wappen wurde 1987 anlässlich der 1050-Jahr-Feier des Ortes in Zusammenarbeit vom Agrarmuseum Ummendorf (heute Bördemuseum) und der Gemeinde entworfen und vom Grafiker Günter Wollschläger aus Langenweddingen gestaltet.
Die Farben der ehemaligen Gemeinde sind Rot - Weiß.
Reste des Kuhtores, es stand am Nordostende des Dorfes, zeigt ein Bild von 1809. Das Saure Tor gab den Weg nach Süden frei. Vor dem Kirchtor verzweigten sich die Wege nach Domersleben und Wanzleben, deren Abriss erst im 19. Jahrhundert erfolgte. Das Hirtentor nutzte der Gemeindeschäfer und die Bauern konnten hier zu den Windmühlen nördlich des Dorfes gelangen. Der Straßenbau im 19. Jahrhundert war sicher Anlass zum Abriss der Torpfeiler.

### Flagge
Die Flagge ist rot-weiß-rot schräg gestreift mit aufgelegtem Wappen auf dem weißen Mittelstreifen.

## Gedenkstätten
Vor der Sankt-Peter-Kirche befindet sich ein Kriegerdenkmal für die gefallenen Soldaten des Deutschen Krieges von 1866 und des Deutsch-Französischen Krieges von 1870 bis 1871. An der Matthissonsstraße befindet sich ein Kriegerdenkmal Hohendodeleben für die gefallenen Soldaten des Ersten Weltkriegs und auf dem Friedhof eine Gedenkstätte in Form eines Grabsteines für sechs während des Zweiten Weltkriegs bei einem Flugzeugabsturz am 12. April 1945 umgekommene Soldaten.

## Wirtschaft
Die Landwirtschaft ist heute rückläufig. Handwerk, Einzelhandel und diverse Dienstleistungsbetriebe haben sich angesiedelt. Zwei Sportvereine und vier weitere Vereine pflegen die kulturellen Aktivitäten der Einwohner.

## Bauwerke

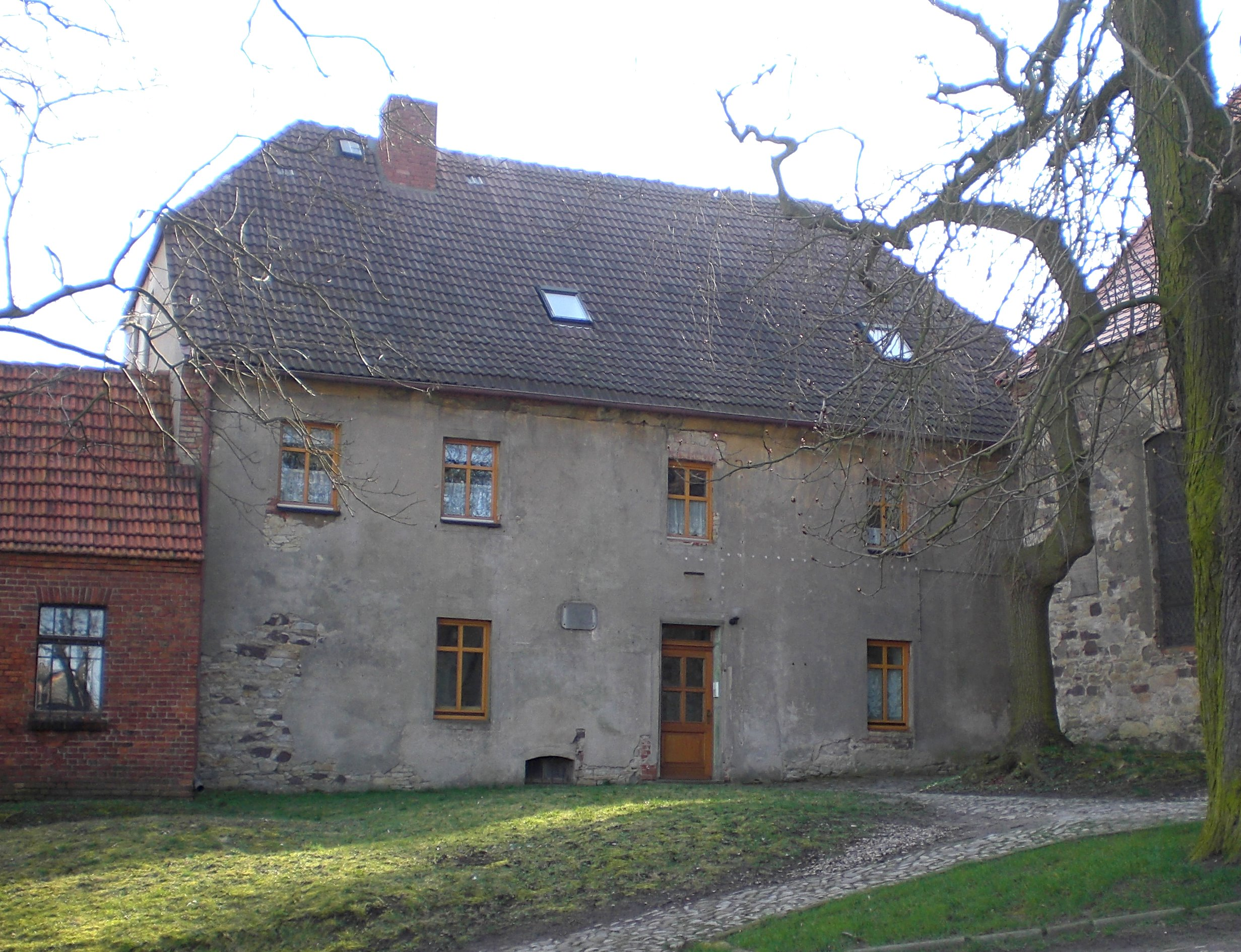
Pfarrhaus und Geburtshaus des Dichters Friedrich von Matthisson

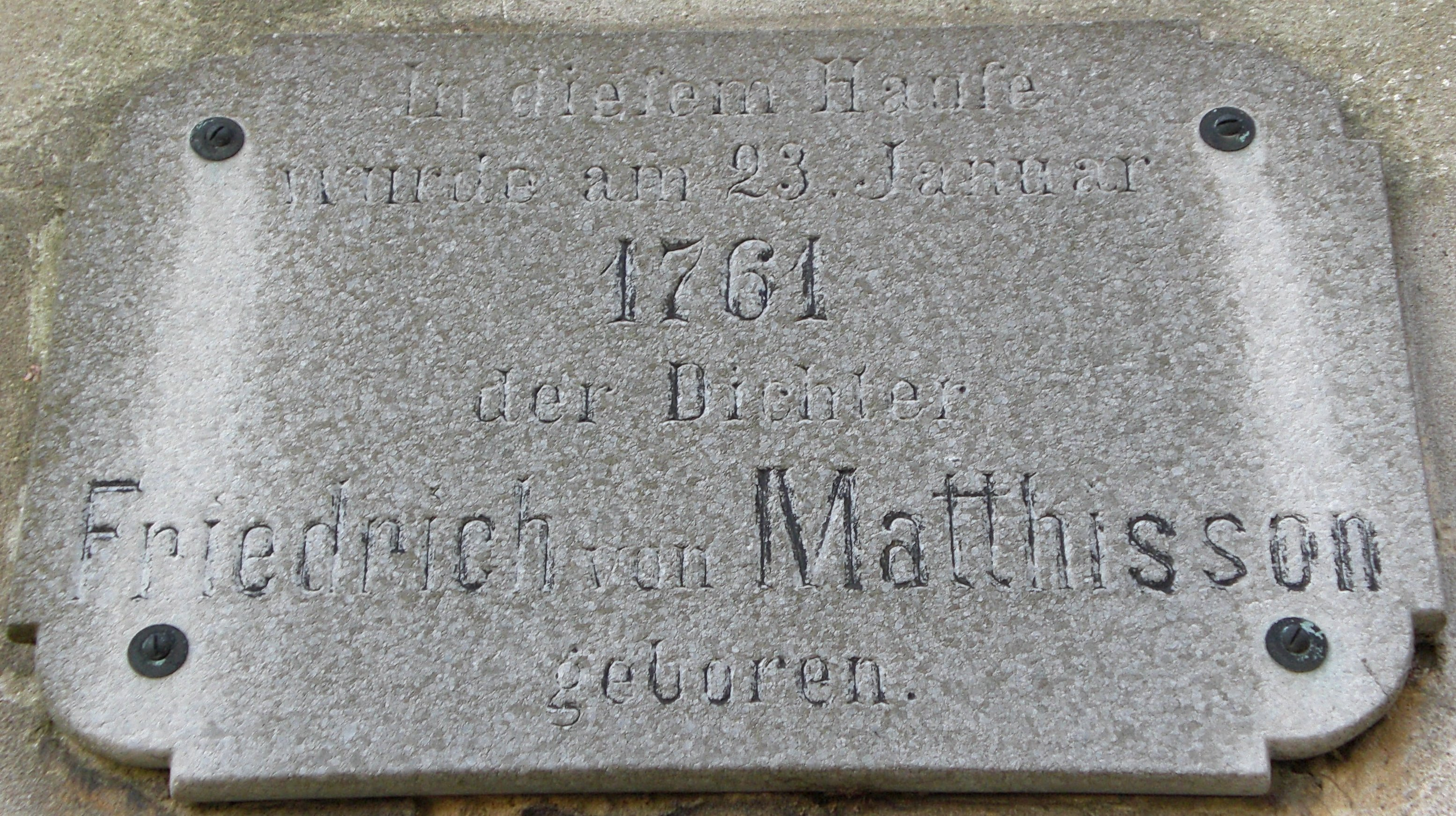
Gedenktafel für Matthisson

Bemerkenswert ist die im Stil des Barock errichtete evangelische Sankt-Peter-Kirche. Neben ihr befindet sich das Pfarrhaus, in dem der Schriftsteller Friedrich von Matthison geboren wurde. Eine Gedenktafel erinnert an das Ereignis.

## Persönlichkeiten
- Friedrich von Matthisson (1761 Hohendodeleben–1831 Wörlitz), Schriftsteller
- Albert Fischer (1829–1896), Hymnologe, verbrachte als Sohn des evangelischen Pfarrers von Hohendodeleben hier seine Kindheit.
- Franz Schönfeld (1866–1940), deutscher Gärungschemiker und Brauwissenschaftler